# Résolution 417 du Conseil de sécurité des Nations unies
Membres permanents
- Chine
- États-Unis
- France
- Royaume-Uni
- URSS

Membres non permanents
- Allemagne de l'Ouest
- Bénin
- Canada
- Inde
- Libye
- Mauritanie
- Pakistan
- Panama
- Roumanie
- Venezuela

Résolution no 416 Résolution no 418
La résolution 417 du Conseil de sécurité des Nations unies est adoptée le 31 octobre 1977. 
Après avoir rappelé la résolution 392, le Conseil condamne la répression continue contre les personnes noires, les opposants à l'apartheid, les médias sud-africains (en) ainsi que le nombre croissant de morts. Le Conseil prévoit que la poursuite de telles activités entraînera de graves conflits raciaux ayant des répercussions internationales.
La résolution exige:
- La fin des violences contre les opposants à l'apartheid,
- La libération des personnes détenues en vertus de lois arbitraires,
- La fin de la réponse violente aux manifestations anti-apartheid,
- La levée des interdictions envers les médias s'opposant à l'apartheid,
- L'abolition du « système éducatif bantou » et des bantoustans.

La résolution demande ensuite aux États membres de soutenir la résolution et de fournir une assistance à ceux qui fuient l'Afrique du Sud. Le conseil demande également au secrétaire général Kurt Waldheim, ainsi qu'au Comité spécial contre l'apartheid, de surveiller la situation et de publier un rapport sur la mise en œuvre de la résolution 417 d'ici le 17 février 1978.
La réunion du conseil, convoquée par la Tunisie à la lumière des mesures répressives adoptées par l'Afrique du Sud, adopte la résolution à l'unanimité. Trois projets de résolution précédents sont rejetés en raison des objections de certains membres permanents du conseil.